# Епархия Сан-Висенте-дель-Кагуан
Епархия Сан-Висенте-дель-Кагуан (лат. Dioecesis Sancti Vincentii de Caguan) — апостольский викариат Римско-Католической Церкви с центром в городе Сан-Висенте-дель-Кагуан. Апостольский викариат Сан-Висенте, подчиняясь непосредственно Святому Престолу, распространяет свою юрисдикцию на часть территории колумбийского департамента Какета. Кафедральным собором апостольского викариата Сан-Висенте является церковь Пресвятой Девы Марии.

## История
9 декабря 1985 года Святой Престол учредил апостольский викариат Сан-Висенте-Пуэрто-Легисамо, выделив его из апостольского викариата Флоренсии (сегодня – Епархия Флоренсии).
21 февраля 2013 года апостольский викариат Сан-Висенте-Пуэрто-Легисамо передал часть своей территории для образования апостольского викариата Пуэрто-Легисамо-Солано.

## Ординарии апостольского викариата
- епископ Luis Augusto Castro Quiroga I.M.C. (17.10.1986 – 2.02.1998) – назначен епископом Тунхи;
- епископ Francisco Javier Múnera Correa I.M.C. (28.11.1998 – по настоящее время).

## Источник
- Annuario Pontificio, Libreria Editrice Vaticana, Città del Vaticano, 2003, ISBN 88-209-7422-3